# Franklin D. Murphy Sculpture Garden

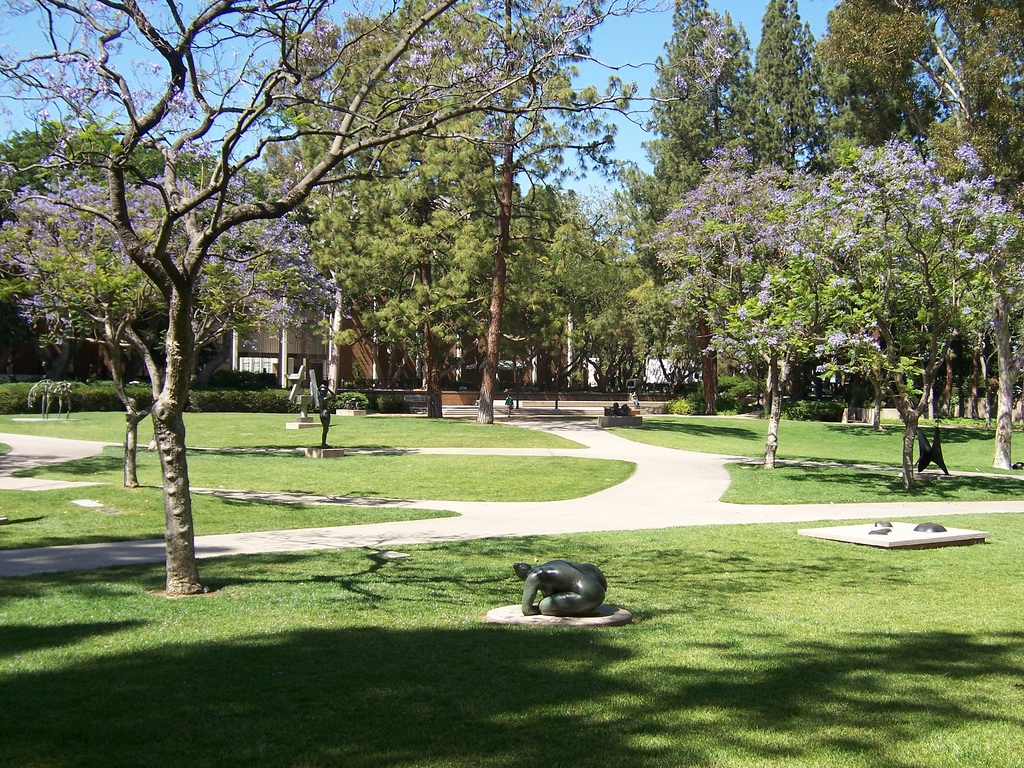
overzicht beeldenpark

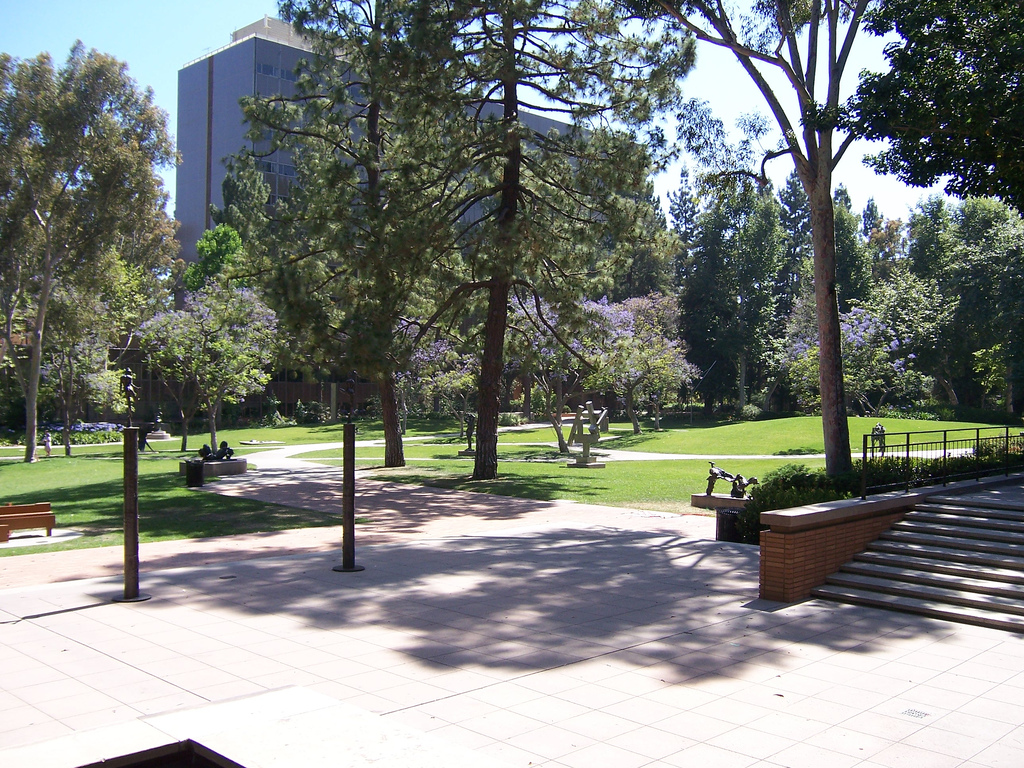
overzicht beeldenpark

De Franklin D. Murphy Sculpture Garden is een van de meest complete beeldenparken van de Verenigde Staten. Het park bevindt zich op de campus van de Universiteit van Californië - Los Angeles, beter bekend als de UCLA, en valt onder het beheer van het Hammer Museum, halverwege het stadscentrum van Los Angeles en de campus gelegen.
Het beeldenpark werd gesticht in 1967 en telt thans meer dan zeventig sculpturen van internationale, figuratief en abstract werkende, kunstenaars zoals Jean Arp, Alexander Calder, Barbara Hepworth, Gaston Lachaise, Jacques Lipchitz, Henri Matisse, Henry Moore, Isamu Noguchi, Auguste Rodin, David Smith en Francesco Somaini.

## De collectie (selectie)
- Alexander Archipenko: Queen of Sheba (1961)
- Jean Arp: Fruit hybride dit la Pagoda (1934/1949) en Ptolemy III (1961)
- Fletcher Benton: Dynamic Rhythms Orange (Phase III) (1976)
- Émile-Antoine Bourdelle: Head of France (1923) en Noble Burdens (1910)
- Alexander Calder: Button Flower (1959)
- Anthony Caro: Halfway (1971)
- Lynn Chadwick: Encounter VIII (1957)
- Sorel Etrog: Mother and Child (1962/4) en War Remembrance (1960/1)
- Robert Graham: Dance Columns I and II (1978)
- Barbara Hepworth: Elegy III (1966) en Oval Form (1962/3)
- Gaston Lachaise: Standing Woman (1932)
- Henri Laurens: Autumn (1948)
- Jacques Lipchitz: The Bather (1923/5) en Song of the Vowels (1931/2)
- Aristide Maillol: Heroic Head (1923) en Torso (1938)
- Gerhard Marcks: Freya (1950) en Maja (1941)
- Henri Matisse: Bas Relief I (1909), Bas Relief II (1913), Bas Relief III (1916/7) en Bas Relief IV (1930)
- Joan Miró: Mère Ubu (1975)
- Henry Moore: Two-Piece Reclining Figure No. 3 (1961)
- Isamu Noguchi: Garden Elements (1962)
- George Rickey: Two Lines Oblique Down (Variation III) (1970/4)
- Auguste Rodin: The Walking Man (1905)
- David Smith: Cubi XX (1964)
- Francesco Somaini: Vertical-Absalom (1959)
- William G. Tucker: Untitled (1967)
- William Turnbull: Column (1970)
- Robert Graham: 11 werken in de Rolfe Courtyard
- Fritz Koenig: Votive S (1963) in de Murphy Hall

## Fotogalerij

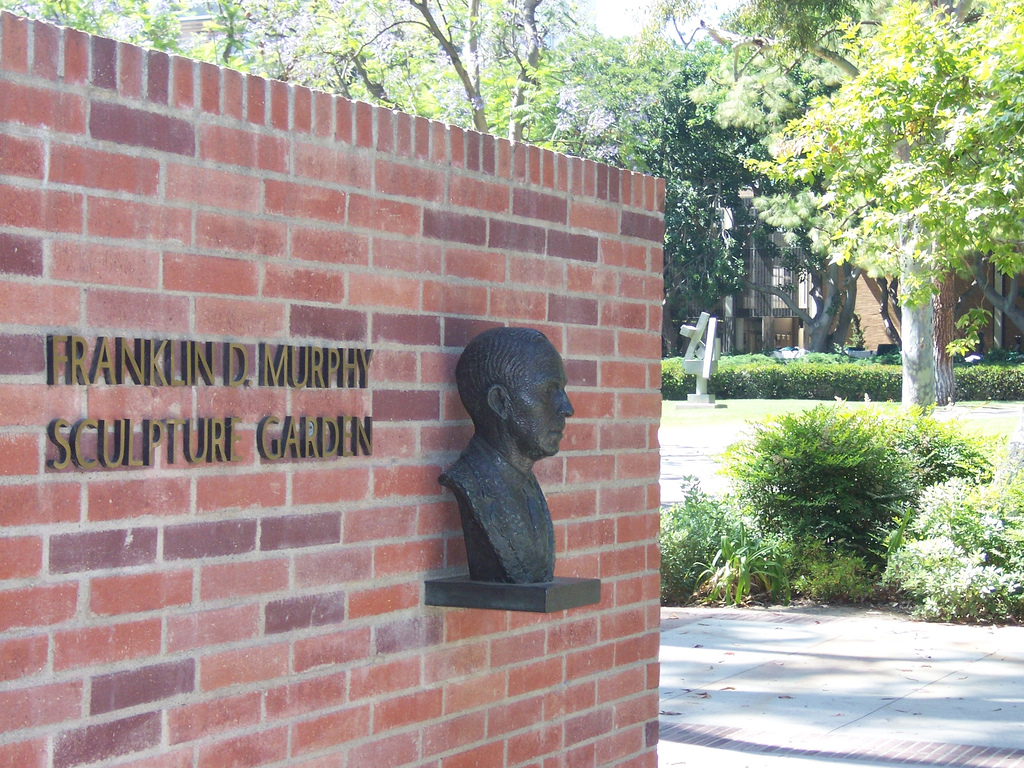
Murphy Sculpture Garden
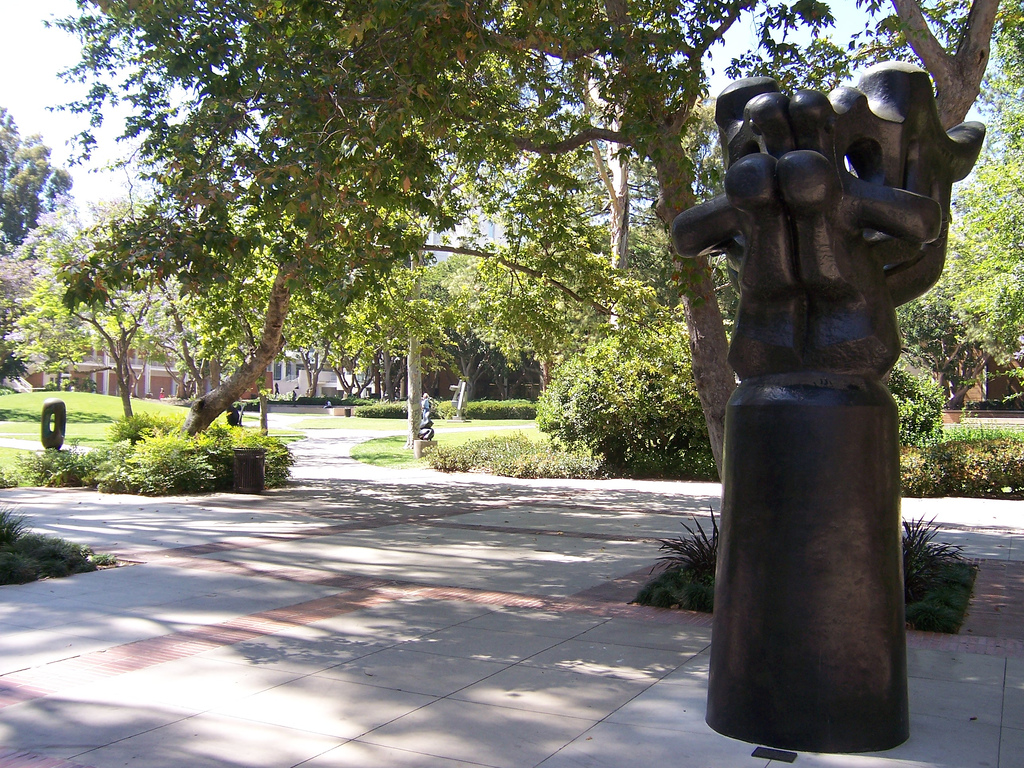
overzicht beeldenpark
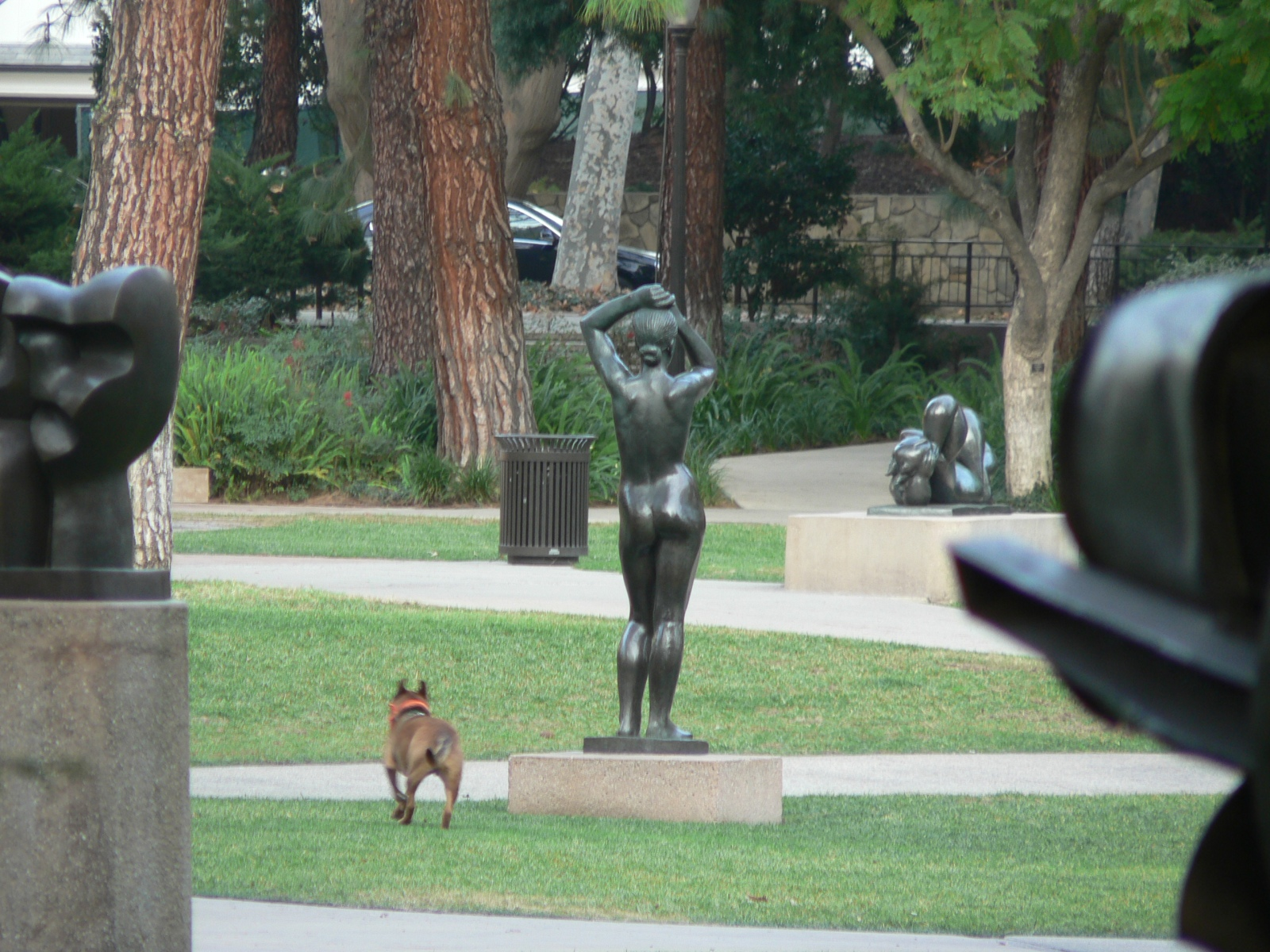
overzicht beeldenpark
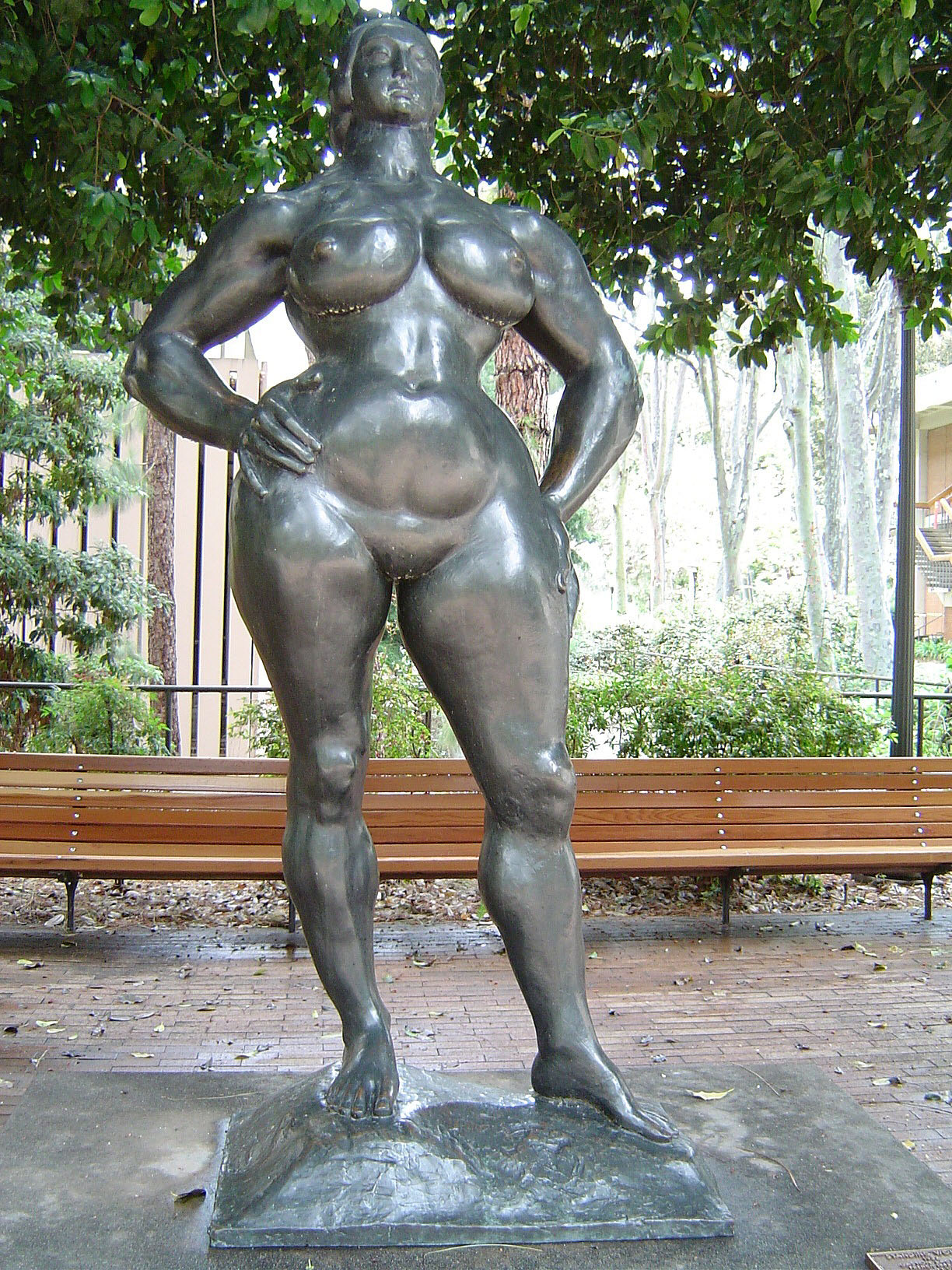
Gaston Lachaise: Standing Woman